# ويتني أشلي
ويتني أشلي (بالإنجليزية: Whitney Ashley)‏ هي منافسة ألعاب القوى أمريكية، ولدت في 18 فبراير 1989 في مورينو فالي في الولايات المتحدة.

## وصلات خارجية
- ويتني أشلي على موقع الاتحاد الدولي لألعاب القوى (الإنجليزية)
- ويتني أشلي على موقع الاتحاد الأمريكي لسباقات المضمار والميدان (الإنجليزية)
- ويتني أشلي على موقع الاتحاد الأمريكي لسباقات المضمار والميدان (الإنجليزية)
- ويتني أشلي على موقع الدوري الماسي (الإنجليزية)
- ويتني أشلي على موقع TFRRS.org (الإنجليزية)
- ويتني أشلي على موقع أوليمبيديا (الإنجليزية)
- ويتني أشلي على موقع اللجنة الأولمبية والبارالمبية الأمريكية (الإنجليزية)